# Shebékino

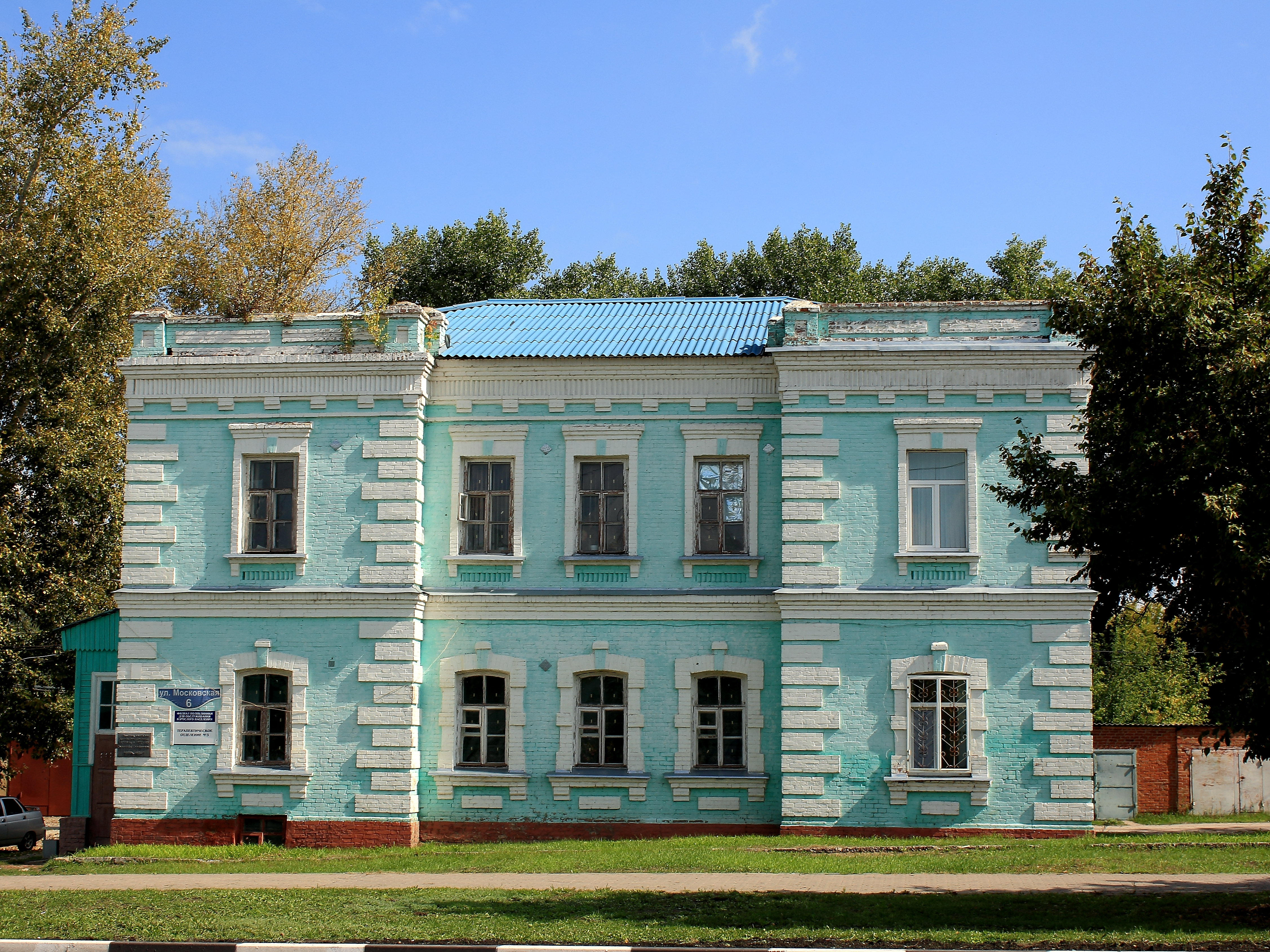
Un edificio de hospital

Shebékino (en ruso: Шебе́кино) es una ciudad de Rusia situada en la óblast de Bélgorod. Está ubicada junto al río Nezehelol, a 30 kilómetros (19 millas) al sureste de Bélgorod. Población: 39 680 (2021); 44 277 (2010); 45 119 (2002); 44.552 (1989).

## Historia
Fue fundada en 1713 y se le concedió el estatus de ciudad en 1938.
En 2022 fue bombardeada por el ejército ucraniano en el marco de la Guerra ruso-ucraniana.

## Situación administrativa y municipal
En el marco de las divisiones administrativas, Shebékino sirve como el centro administrativo del raión homónimo, a pesar de que no es parte de él. Como división administrativa (desconcentración), se incorpora por separado como la ciudad de importancia de óblast de Shebékino, una unidad administrativa con el mismo estatus que el de los raiones. Sin embargo, a efectos de organización municipal (descentralización), en 2018 se fusionó el ayuntamiento urbano de Shebékino con los catorce asentamientos rurales que había en el raión, por lo que todo el conjunto comparte un único autogobierno local bajo la forma jurídica de ókrug urbano (Шебе́кинский городско́й о́круг).